# Богомир Брајковић
Богомир Брајковић (Дервента, 21. јул 1911 — Сарајево, 5. април 1990) био је правник, учесник Народноослободилачке борбе и друштвено-политички радник Социјалистичке Републике Босне и Херцеговине.

## Биографија
Рођен је 21. јула 1911. у Дервенти. Дипломирао је на Правном факултету у Загребу, 1935. године. Као судијски приправник живео је у Високом и Тузли, где је од 1937. до 1941. био секретар Среске организације Хрватске сељачке странке (ХСС).
Током окупације Југославије, прикључио се Народноослободилачком покрету (НОП) и октобра 1943. отишао је у партизане, а фебруара 1944. ступио је у Осамнаесту хрватску источнобосанску бригаду. Новембра 1943. на Првом заседању Земаљског антифашистичког већа народног ослобођења Босне и Херцеговине (ЗАВНОБиХ) изабран је за члана његовог Председништва. Био је већник Антифашистичког већа народног ослобођења Југославије (АВНОЈ) на његовом Трећем заседању, августа 1945. у Београду. Потом је од августа до новембра 1945. био посланик Привремене народне скупштине ДФЈ.
Новембра 1946. изабран је за члана Президијума Народне скупштине НР Босне и Херцеговине. У првој Влади НР Босне и Херцеговине био је најпре министар грађевина, комуналних послова и локалног саобраћаја, потом потпредседник Владе и од априла 1947. министар комуналних послова. Априла 1949. изабран је за председника Народне скупштине НР Босне и Херцеговине и на овој дужности се налазио до краја другог сазива скупштине септембра 1953. године.
Новембра 1953. и марта 1958. биран је за народног посланика Савезне народне скупштине. Биран је и за посланика Скупштине СР Босне и Херцеговине, где се од маја 1965. до маја 1967. налазио на дужности потпредседника Скупштине.
Био је председник Туристичког савеза НР Босне и Херцеговине и потпредседник Туристичког савеза Југославије. Јула 1971. изабран је за председника Уставног суда СР Босне и Херцегвовине.
Биран је за члана Савезног одбора Социјалистичког савеза радног народа Југославије (ССРН) и члана Извршног одбора Главног одбора Социјалистичког савеза радног народа Босне и Херцеговине, где се извено време налазио на дужности потпредседника.
Одликован је са више југословенских одликовања, међу којима су — Орден братства и јединства првог реда, Орден рада са црвеном заставом и Орден републике са златним венцем.